# Naaldtelegraaf

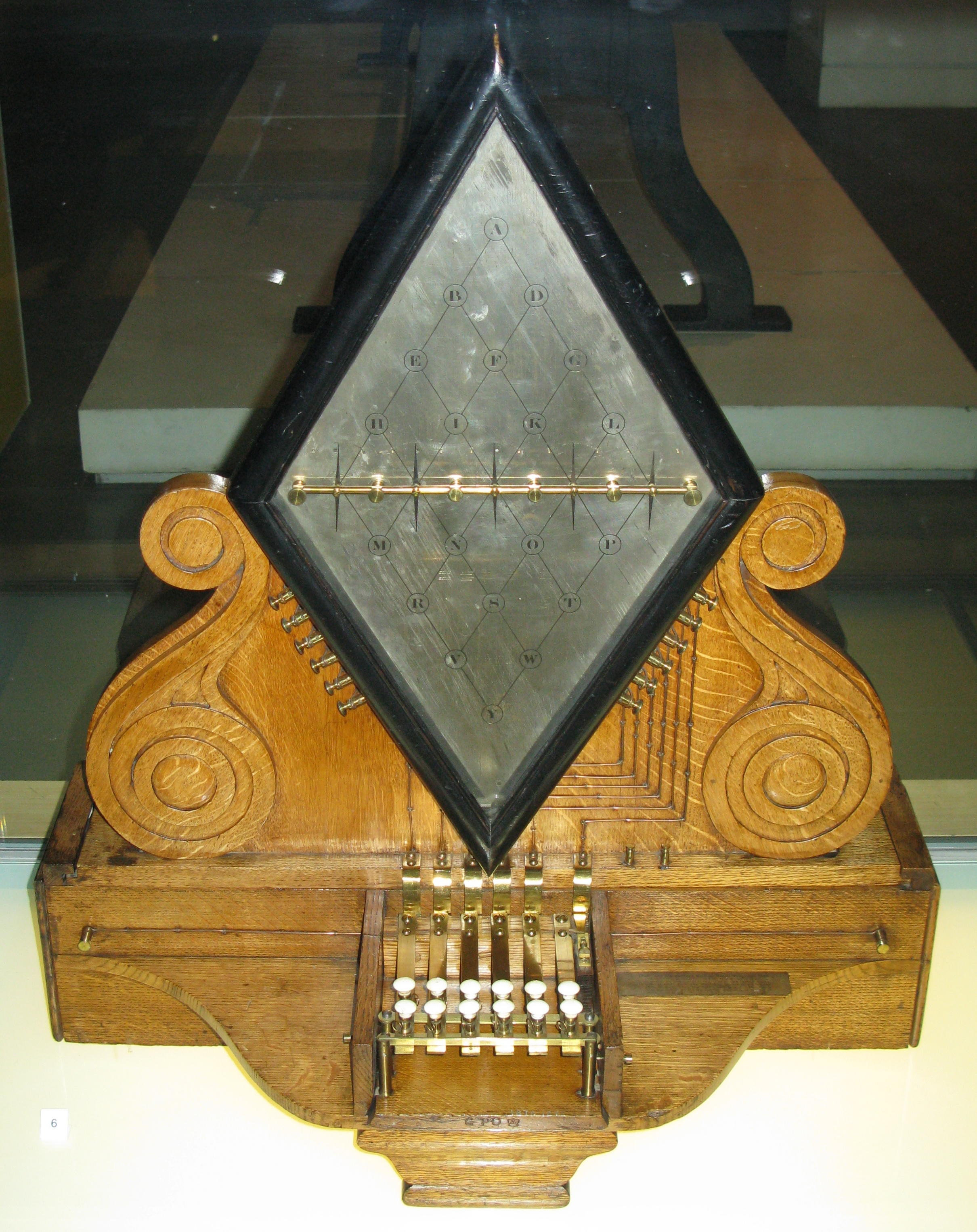
Naaldtelegraaf van Cooke en Wheatstone met vijf naalden, tentoongesteld in het Science Museum in London

De naaldtelegraaf is een historisch telegraafapparaat dat in 1837 werd ontwikkeld door Charles Wheatstone en William Fothergill Cooke. Het voorbereidende werk hiervoor werd twee jaar daarvoor werd reeds uitgevoerd door Pavel Schilling en Georg Wilhelm Munke, maar hun ontwerpen werden in de praktijk niet gebruikt. De naaldtelegraaf was een van de eerste betrouwbare elektrische telegraafmachines en werd in 1838 voor het eerst gebruikt op de 21 kilometer lange Great Western-spoorlijn tussen Londen Paddington en West Drayton.

## Constructie
De naaldtelegraaf is een voorloper van de wijzertelegraaf die twee jaar later door Wheatstone en Cooke werd ontwikkeld. Hij bestaat uit vijf horizontaal gemonteerde naalden en heeft een ruitvormige wijzerplaat, zoals weergegeven in de afbeelding rechts. De vijf naalden worden individueel vanuit het zendstation bediend met behulp van verschillende knoppen: in de rustpositie zijn de naalden verticaal uitgelijnd. Positieve of negatieve stroompulsen worden gebruikt om een naald ongeveer 30 graden naar rechts of links te draaien. Er worden altijd twee naalden tegelijkertijd aangestuurd, het snijpunt van de denkbeeldige verlengingslijn van de naalden vertegenwoordigd de overgedragen letter: de twintig meest gebruikte letters uit het alfabet kunnen op deze wijze worden getelegrafeerd. Om de letter "A" over te brengen wordt de meest linkse naald naar rechts gedraaid en de meest rechtse naald naar links: het snijpunt van de denkbeeldige verlenging bevindt zich dan bij de letter "A", bovenaan de wijzerplaat.
Ondanks het ontbreken van de letters C, J, Q, U, X en Z (waardoor dus niet alle woorden correct gespeld konden worden) werd dit systeem toch een succes omdat ook ongeschoolde telegrafisten het systeem konden bedienen. Een andere nadeel was dat er zes draden benodigd zijn waardoor de aanleg van de telegraaf vrij kostbaar was. In 1843 kwamen Wheatstone en Cooke met de twee-naaldtelegraaf op de markt die nog maar drie draden nodig had.